# Équipe cycliste Baloise Glowi Lions
L'équipe cycliste Baloise Glowi Lions est une équipe de cyclisme professionnelle créée en 2000 et spécialisée dans le cyclo-cross.

## Histoire de l'équipe

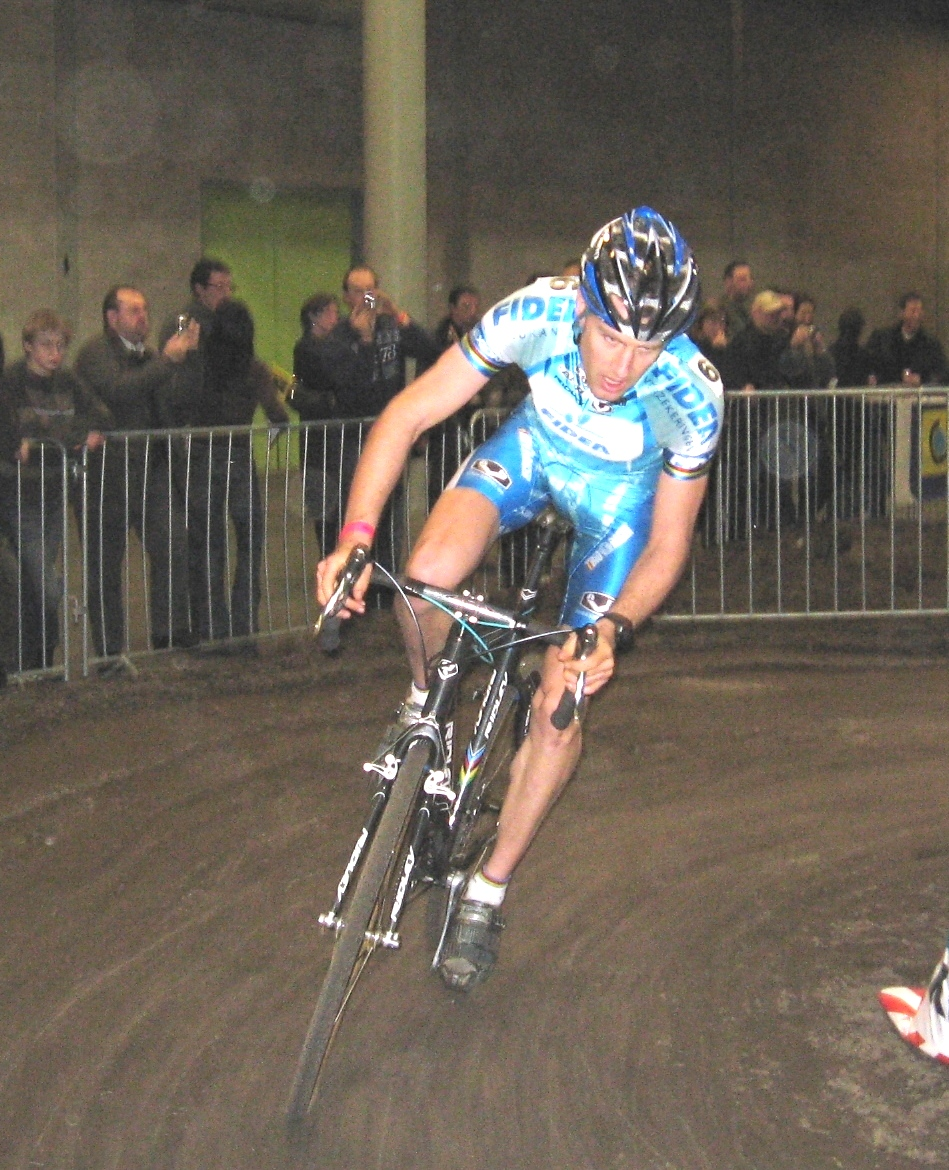
Erwin Vervecken au cyclo-cross indoor de Hasselt (2008)

L'équipe est créée en 2000 sous le nom du principal sponsor d'alors, le courtier d'assurance SpaarSelect. Elle est dirigée par Hans Van Kasteren et Danny De Bie. Le leader de l'équipe est Bart Wellens, dont Van Kasteren était le manager depuis 1999. En septembre 2001, le champion du monde Erwin Vervecken est recruté.
En juillet 2004, SpaarSelect annonce la fin de sa collaboration avec l'équipe. Le mois suivant, la compagnie d'assurance Fidea devient le nouveau sponsor principal.
En octobre 2006, Danny De Bie abandonne son poste de directeur sportif. Dans l'attente d'un successeur, Van Kasteren combine les tâches du manager et du directeur sportif un certain temps, avant que De Bie ne revienne sur sa décision.
La saison 2011-2012 est importante pour l'équipe. En effet, le 28 février 2011, l'équipe se voit amputée de ses deux principaux pourvoyeurs de victoires : Zdeněk Štybar (le champion du monde en titre) et Kevin Pauwels. Dans l'optique de donner un nouvel élan a l'équipe, le manager Hans Kast recrute Joeri Adams et Arnaud Jouffroy.
Partenaire depuis 2009, Telenet se retire au 1er janvier 2021 et est remplacé par Trek comme co-sponsor. Au 1er janvier 2025, Glowi remplace Trek en tant que co-sponsor. 

## Principales victoires

### Championnats internationaux
- Championnats du monde de cyclo-cross : 8
  - Élites : 2003 et 2004 (Bart Wellens), 2006 et 2007 (Erwin Vervecken) et 2011 (Zdeněk Štybar)
  - Espoirs : 2019 (Thomas Pidcock) et 2023 (Thibau Nys)
  - Élites féminines : 2021 (Lucinda Brand)
- Championnats d'Europe de cyclo-cross : 3
  - Élites : 2016 (Toon Aerts)
  - Espoirs : 2015, 2016 (Quinten Hermans) et 2018 (Thomas Pidcock)

- Championnats d'Europe sur route : 1
  - Course en ligne espoirs : 2021 (Thibau Nys)

### Challenges
- Coupe du monde de cyclo-cross : 2009-2010 (Zdeněk Štybar) et 2018-2019 (Toon Aerts)
- Superprestige : 2009-2010 (Zdeněk Štybar)

### Courses d'un jour
- Internationale Wielertrofee Jong Maar Moedig : Toon Aerts (2017)

### Courses par étapes
- Flèche du Sud : Quinten Hermans (2019), Thibau Nys (2022) et Pim Ronhaar (2023 et 2024)

### Championnats nationaux
- Championnats de Belgique de cyclo-cross : 2
  - Élites : 2004 et 2007 (Bart Wellens)
- Championnats de Grande-Bretagne de cyclo-cross : 2
  - Élites : 2019 (Thomas Pidcock)
  - Espoirs : 2018 (Thomas Pidcock)
- Championnats du Luxembourg de cyclo-cross : 2
  - Élites : 2006 et 2008 (Jempy Drucker)
- Championnats de République tchèque de cyclo-cross : 5
  - Élites : 2007 (Petr Dlask), 2008, 2009, 2010 et 2011 (Zdeněk Štybar)
- Championnats de Slovaquie de cyclo-cross : 1
  - Élites : 2010 (Robert Gavenda)
- Championnats de Suisse de cyclo-cross : 1
  - Élites : 2010 (Arnaud Grand)

## Classements UCI
L'équipe participe aux circuits continentaux et principalement à des épreuves de l'UCI Europe Tour. Les tableaux ci-dessous présentent les classements de l'équipe sur les différents circuits, ainsi que son meilleur coureur au classement individuel.
UCI Asia Tour
| Saison | Classement par équipes | Meilleur coureur au classement individuel |
| ------ | ---------------------- | ----------------------------------------- |
| 2007   | 27e                    | Zdeněk Štybar (120e)                      |

UCI Europe Tour
| Saison | Classement par équipes | Meilleur coureur au classement individuel |
| ------ | ---------------------- | ----------------------------------------- |
| 2005   | 114e                   | Zdeněk Štybar (1134e)                     |
| 2006   | 106e                   | Zdeněk Štybar (571e)                      |
| 2007   | 96e                    | Jempy Drucker (380e)                      |
| 2008   | 100e                   | Kevin Pauwels (686e)                      |
| 2009   | 114e                   | Kevin Pauwels (794e)                      |
| 2010   | 84e                    | Kevin Pauwels (606e) Zdeněk Štybar (606e) |
| 2011   | 86e                    | Tom Meeusen (230e)                        |
| 2012   | 109e                   | Tom Meeusen (589e)                        |
| 2013   | -                      | -                                         |
| 2014   | -                      | -                                         |
| 2015   | -                      | -                                         |
| 2016   | 132e                   | Tom Meeusen (1515e)                       |
| 2017   | 83e                    | Corné van Kessel (482e)                   |
| 2018   | 70e                    | Quinten Hermans (142e)                    |
| 2019   | 65e                    | Quinten Hermans (332e)                    |
| 2020   | 84e                    | Toon Aerts (630e)                         |

L'équipe est également classée au Classement mondial UCI qui prend en compte toutes les épreuves UCI et concerne toutes les équipes UCI.
| Saison | Classement par équipes | Meilleur coureur au classement individuel |
| ------ | ---------------------- | ----------------------------------------- |
| 2016   | -                      | Tom Meeusen (2284e)                       |
| 2017   | -                      | Corné van Kessel (777e)                   |
| 2018   | -                      | Quinten Hermans (291e)                    |
| 2019   | 111e                   | Quinten Hermans (419e)                    |
| 2020   | 135e                   | Toon Aerts (789e)                         |

## Baloise Trek Lions en 2023/2024
| Coureur            | Date de naissance | Nationalité | Équipe en 2022      |
| ------------------ | ----------------- | ----------- | ------------------- |
| Joris Nieuwenhuis  | 11.02.1996        | Pays-Bas    |                     |
| Thibau Nys         | 12.11.2002        | Belgique    |                     |
| Pim Ronhaar        | 20.07.2001        | Pays-Bas    |                     |
| Lars van der Haar  | 23.07.1991        | Pays-Bas    |                     |
| Hommes espoirs     |                   |             |                     |
| David Haverdings   | 01.04.2004        | Pays-Bas    |                     |
| Ward Huybs         | 21.11.2002        | Belgique    |                     |
| Seppe Van Den Boer | 28.11.2005        | Belgique    | Néo-professionnel   |
| Femmes             |                   |             |                     |
| Lucinda Brand      | 02.07.1989        | Pays-Bas    |                     |
| Fleur Moors        | 11.10.2005        | Belgique    | Néo-professionnelle |
| Shirin van Anrooij | 05.02.2002        | Pays-Bas    |                     |

## Saisons précédentes
- Telenet-Fidea en 2014
- Telenet-Fidea en 2015
- Telenet-Fidea en 2016